# Ilyocryptus verrucosus
Ilyocryptus verrucosus är en kräftdjursart som beskrevs av Daday 1905. Ilyocryptus verrucosus ingår i släktet Ilyocryptus och familjen Ilyocryptidae. Inga underarter finns listade i Catalogue of Life.